# Liste der Baudenkmäler in Willanzheim
Auf dieser Seite sind die Baudenkmäler in dem unterfränkischen Markt Willanzheim zusammengestellt. Diese Tabelle ist eine Teilliste der Liste der Baudenkmäler in Bayern. Grundlage ist die Bayerische Denkmalliste, die auf Basis des Bayerischen Denkmalschutzgesetzes vom 1. Oktober 1973 erstmals erstellt wurde und seither durch das Bayerische Landesamt für Denkmalpflege geführt wird. Die folgenden Angaben ersetzen nicht die rechtsverbindliche Auskunft der Denkmalschutzbehörde.
 Diese Liste gibt den Fortschreibungsstand vom 15. April 2020 wieder und enthält 37 Baudenkmäler.

## Gemeindeübergreifendes Baudenkmal
| Lage                                           | Objekt     | Beschreibung | Akten-Nr.      | Bild |
| ---------------------------------------------- | ---------- | --- | -------------- | ---- |
| Breitbach; Bromberg; Eichenlöchlein (Standort) | Landgraben | in Teilen erhalten, ursprünglich entlang der gesamten Gemarkungsgrenze der Stadt Iphofen verlaufende Landwehr in Form eines Weges mit einem angrenzenden 1,5 Meter tiefen Graben, 13./14. Jh., an der westlichen, südlichen und teilweise südöstlichen Gemarkungsgrenze von Iphofen | D-6-75-139-141 | BW   |

## Baudenkmäler nach Gemeindeteilen

### Willanzheim
| Lage                                                | Objekt                             | Beschreibung | Akten-Nr.     | Bild           |
| --------------------------------------------------- | ---------------------------------- | --- | ------------- | -------------- |
| Badersgasse 3 (Standort)                            | Wohnhaus                           | Eingeschossiger massiver Walmdachbau mit geohrten Rahmungen, barock, 1. Hälfte 18. Jh. | D-6-75-179-39 | weitere Bilder |
| Brechhütte, an der Straße nach Iphofen (Standort)   | Bildstock                          | Mit heiligem Georg und Heiliger Familie, Seitenfiguren, Schaft mit Glockengehänge, barock, 18. Jahrhundert                                                                                  | D-6-75-179-13 | weitere Bilder |
| Bromberg, an der Straße nach Iphofen (Standort)     | Martersäule                        | Auf einfachem Vierkantsockel eine schlichte viereckige Säule, Bildaufsatz mit dem Blutwunder von Walldürn und den Vierzehn Nothelfern                                                       | D-6-75-179-14 | BW             |
| Friedhofsweg (Standort)                             | Friedhofskreuz                     | Kleeblattkreuz, Sockel mit Kreuzdach und Maßwerk-Blendfenstern, Corpus in nazarenischen Formen, neugotisch, um 1900                                                                         | D-6-75-179-35 | BW             |
| Froschgasse 4 (Standort)                            | Hoftor und Pforte                  | Rundbogiges Hoftor aus Sandsteinquadern mit Radabweisern, rundbogige Fußgängerpforte, 17./18. Jahrhundert                                                                                   | D-6-75-179-4  | weitere Bilder |
| Marktplatz 1, 3, 5, Hauptstraße 12 (Standort)       | Kirchenburganlage                  | Ein- und zweigeschossige Gaden mit Vorratskellern, bezeichnet „1587“, Gade Nr. 29 1303 (dendrochronologisch datiert), verwitterte Reliefdarstellungen im südlichen Teil der Umfassungsmauer | D-6-75-179-2  | weitere Bilder |
| Herrnsheimer Straße 4 (Standort)                    | Reliefstein                        | Sandstein, bezeichnet „1606“, an der Holzlege | D-6-75-179-7  | BW             |
| Kapellenweg (Standort)                              | Bildstock                          | Mit Marienkrönung, Inschrift am Schaft und Berufszeichen der Bäcker, bezeichnet „1681“, erneuert 1961                                                                                       | D-6-75-179-9  | weitere Bilder |
| Luxengasse 1 (Standort)                             | Wohnstallhaus                      | Eingeschossiger Mansardhalbwalmdachbau mit Fachwerkgiebel und geohrten Fensterrahmungen, bezeichnet „1781“, 1921 verändert                                                                  | D-6-75-179-8  | weitere Bilder |
| Nähe Kapellenweg (Standort)                         | Feldkapelle Maria Schmerz          | Schlichter Saalbau mit polygonalem Chorabschluss, Dachreiter und gehohrten Fensterrahmungen, bezeichnet im Chronogramm „1727“                                                               | D-6-75-179-10 | weitere Bilder |
| Pfarrgasse 1 (Standort)                             | Katholische Pfarrkirche St. Martin | Turm im Kern 14. Jahrhundert, im 18. Jahrhundert verändert, Chor und Langhaus 1669; mit Ausstattung                                                                                         | D-6-75-179-1  | weitere Bilder |
| Pfarrgasse 1, am Außenbau der Kirche (Standort)     | Ölberg                             | 19. Jahrhundert | D-6-75-179-1  | weitere Bilder |
| Pfarrgasse 2 (Standort)                             | Hoftor                             | Rundbogige Toreinfahrt aus Sandsteinquadern mit Maske im Scheitel und Radabweisern, 19. Jahrhundert                                                                                         | D-6-75-179-3  | weitere Bilder |
| Schloßberg (Standort)                               | Bildnische                         | Aus Sandstein, in der Nische eine Christusfigur aus Porzellan, Inschriftensockel bezeichnet 1726, Schaft und Nische erneuert; neben der Feldkapelle an der Straße nach Iphofen              | D-6-75-179-16 | weitere Bilder |
| Schloßberg; an der Straße nach Iphofen (Standort)   | Feldkapelle                        | Massivbau auf quadratischem Grundriss mit Flachsatteldach und Steinkreuz, spitzbogiges Portal, Rundbogenfries, neuromanisch, neugotisch, gestiftet 1854                                     | D-6-75-179-15 | weitere Bilder |
| Schloßwiesen; am Weg zur Zapfenmühle (Standort)     | Bildhäuschen                       | Kleiner Satteldachbau auf gemauertem Sockel, Nische mit heiligem Josef | D-6-75-179-12 | weitere Bilder |
| Stumpfweg, an der Straße nach Herrnsheim (Standort) | Bildstock                          | Mit Darstellung der Kreuzigung auf Vorder- und Rückseite, bezeichnet „1775“, erneuert | D-6-75-179-11 | weitere Bilder |
| Weidenmühle 1 (Standort)                            | Weidenmühle, Wohnhaus              | Eingeschossiger Mansardhalbwalmdachbau mit geohrten Fensterrahmungen, bezeichnet „1706“ | D-6-75-179-6  | weitere Bilder |
| Zapfenmühle 1 (Standort)                            | Zapfenmühle, Wohnhaus              | eingeschossiger Mansardhalbwalmdachbau aus Bruchstein mit Sandsteingliederungen, bez. 1815                                                                                                  | D-6-75-179-5  | weitere Bilder |
| Zapfenmühle 1 (Standort)                            | Zapfenmühle, Nebengebäude          | | D-6-75-179-5  | BW             |
| Zapfenmühle 1 (Standort)                            | Zapfenmühle, Scheune               | | D-6-75-179-5  | BW             |
| Zapfenmühle 1 (Standort)                            | Zapfenmühle, Holzlege              | Erste Hälfte 19. Jahrhundert | D-6-75-179-5  | BW             |
| Zapfenmühle 1 (Standort)                            | Bildstock                          | Marienkrönung, bezeichnet „1501“, Schaft erneuert | D-6-75-179-5  | weitere Bilder |

### Hüttenheim in Bayern
| Lage | Objekt                                                        | Beschreibung | Akten-Nr.     | Bild           |
| --- | ------------------------------------------------------------- | --- | ------------- | -------------- |
| Hüttenheim 1 (Standort)                                                                                            | Rathaus                                                       | Zweigeschossiger Satteldachbau mit Fachwerkgiebel, 18./19. Jahrhundert, erneuert                                                                          | D-6-75-179-28 | weitere Bilder |
| Hüttenheim 1 (Standort)                                                                                            | Rundbogentor                                                  | Bezeichnet „1596“, erneuert | D-6-75-179-28 | Rundbogentor   |
| Hüttenheim 2 (Standort)                                                                                            | Evangelisch-lutherische Pfarrkirche, ehemalige Simultankirche | Turm romanisch, frühes 13. Jahrhundert, Chor und Langhaus 18. Jahrhundert; mit Ausstattung                                                                | D-6-75-179-22 | weitere Bilder |
| Hüttenheim 4 (Standort)                                                                                            | Wohnhaus                                                      | Zweigeschossiger giebelständiger Sichtfachwerkbau mit Satteldach, 17./18. Jahrhundert                                                                     | D-6-75-179-29 | weitere Bilder |
| Hüttenheim 5 (Standort)                                                                                            | Ehemaliges Schwarzenberger Amtshaus                           | Zweigeschossiger Mansarddachbau mit geohrten Rahmungen und Eckquaderung, barock, bezeichnet „1752“                                                        | D-6-75-179-30 | weitere Bilder |
| Hüttenheim 5 (Standort)                                                                                            | Wappen der Schwarzenberg                                      | Über dem Portal | D-6-75-179-30 | weitere Bilder |
| Hüttenheim 8 (Standort)                                                                                            | Wohnhaus                                                      | Zweigeschossiger Halbwalmdachbau in Ecklage, 18./19. Jahrhundert, barocker Wappenstein oberhalb der Tür                                                   | D-6-75-179-31 | weitere Bilder |
| Hüttenheim 13 (Standort)                                                                                           | Kirchenburganlage mit Zehntscheuer                            | Zwischen 1340 und 1435 als Wehr- und Zufluchtsort für die Gemeinde an den Mauern errichtete Gaden und Kellerbauten, am Eingangstorbogen bezeichnet „1596“ | D-6-75-179-23 | weitere Bilder |
| Hüttenheim 23 (Standort)                                                                                           | Ehemalige Synagoge, heute Wohnhaus, sogenanntes Vorsängerhaus | Eingeschossiger Steilsatteldachbau mit Fachwerkgiebel und Mikwe (1980 verfüllt), 1662                                                                     | D-6-75-179-25 | weitere Bilder |
| Hüttenheim 23 (Standort)                                                                                           | Zweigeschossiger Mansarddachbau                               | Angeschlossen an ehemalige Synagoge, mit Eckquaderung, 1754                                                                                               | D-6-75-179-25 | weitere Bilder |
| Hüttenheim 58 (Standort)                                                                                           | Ehemaliger Ebracher Schultheissenhof                          | Zweigeschossiges Walmdachhaus mit Fachwerkobergeschoss, bezeichnet „1778“                                                                                 | D-6-75-179-26 | weitere Bilder |
| Hüttenheim 58 (Standort)                                                                                           | Hoftor                                                        | Mit Vasenaufsätzen, bezeichnet „1774“ | D-6-75-179-26 | weitere Bilder |
| Hüttenheim 96 (Standort)                                                                                           | Bauernhof, Wohnhaus                                           | Zweigeschossiger giebelständiger Satteldachbau mit Zierfachwerkobergeschoss, 18. Jahrhundert                                                              | D-6-75-179-27 | BW             |
| Hüttenheim 134 (Standort)                                                                                          | Katholische Pfarrkirche Johannes der Täufer                   | Saalbau mit polygonalem Chorabschluss, neugotisch 1896/97 von Franz Wilhelm Driesler; mit Ausstattung                                                     | D-6-75-179-24 | weitere Bilder |
| Hüttenheim 154 (Standort)                                                                                          | Friedhofskreuz                                                | leicht gebauchter Sockel, bez. 1761, Kreuz mit den Reliefs der Arma Christi, in 2. Hälfte 20. Jh. wohl nach Vorbild des 19. Jh. erneuert                  | D-6-75-179-38 | weitere Bilder |
| Am Fuße des Tannenberges inmitten von Weinbergen gelegen, ca. einen Kilometer südöstlich von Hüttenheim (Standort) | Jüdischer Friedhof                                            | Mit 468 Gräbern, angelegt 1818 | D-6-75-179-32 | weitere Bilder |

### Markt Herrnsheim
| Lage                                   | Objekt                          | Beschreibung | Akten-Nr.     | Bild           |
| -------------------------------------- | ------------------------------- | --- | ------------- | -------------- |
| In Markt Herrnsheim (Standort)         | Kirchenburganlage               | Ein- und zweigeschossige Gaden mit Kellern, Werkstein und Fachwerk, südlich Zugang durch spitzbogiges Tor mit spätgotischer Holztür; Teile des Mauerwerks wohl noch 13. Jahrhundert | D-6-75-179-18 | weitere Bilder |
| In Markt Herrnsheim (Standort)         | Kirchenburganlage, Friedhofstor | Bezeichnet „1717–1722“ | D-6-75-179-18 | weitere Bilder |
| Markt Herrnsheim 19 (Standort)         | Pfarrhaus                       | Zweigeschossiger traufständiger Walmdachbau mit doppelläufiger Freitreppe, bezeichnet „1799“                                                                                        | D-6-75-179-20 | weitere Bilder |
| Markt Herrnsheim 22 (Standort)         | Simultankirche                  | Romanischer Turm, Wende des 12. Jahrhunderts, 1761 erhöht, frühgotischer Chor, um 1300, Langhaus im 18. Jahrhundert verändert; mit Ausstattung                                      | D-6-75-179-17 | weitere Bilder |
| Markt Herrnsheim 23 (Standort)         | Rathaus                         | zweigeschossiger traufständiger Satteldachbau mit Fachwerkobergeschoss, 1567 (dendro.dat.) und 1665 (dendro.dat.)                                                                   | D-6-75-179-33 | weitere Bilder |
| Markt Herrnsheim 27 (Standort)         | Wappenrelief                    | 1851 | D-6-75-179-19 | weitere Bilder |
| Markt Herrnsheim 160, 160 a (Standort) | Herrnsheimer Mühle              | Wohnhaus mit Halbwalmdach, Sandsteinquader, bezeichnet mit „1803“ | D-6-75-179-21 | BW             |

## Ehemalige Baudenkmäler
In diesem Abschnitt sind Objekte aufgeführt, die früher einmal in der Denkmalliste eingetragen waren, jetzt aber nicht mehr. Objekte, die in anderem Zusammenhang – also z. B. als Teil eines Baudenkmals – weiter eingetragen sind, sollen hier nicht aufgeführt werden. Aktennummern in diesem Abschnitt sind ehemalige, jetzt nicht mehr gültige Aktennummern.

| Lage                     | Objekt                  | Beschreibung  | Akten-Nr.     | Bild |
| ------------------------ | ----------------------- | ------------- | ------------- | ---- |
| Hüttenheim 96 (Standort) | Bauernhof, Nebengebäude | Eingeschossig | D-6-75-179-27 | BW   |
| Hüttenheim 96 (Standort) | Bauernhof, Scheune      |               | D-6-75-179-27 | BW   |